# Staurogyne carvalhoi
Staurogyne carvalhoi är en akantusväxtart som beskrevs av S.R. Profite. Staurogyne carvalhoi ingår i släktet Staurogyne och familjen akantusväxter. Inga underarter finns listade i Catalogue of Life.